# Джулі Гонсало
Джульєта Сусана Гонсало ісп. Julieta Susana Gonzalo; нар. 9 вересня 1981) — американська акторка, найвідоміша роллю Памели Ребеки Барнс Юїнг у телесеріалі «Даллас».

## Життєпис та кар'єра
Народилася 1981 року в Буенос-Айресі в Аргентині, виросла в Маямі, штат Флорида (США), де підліткою розпочала кар'єру моделі. Після цього вирішила освоїти акторську професію і після навчання розпочала кар'єру на телебаченні і в кіно . Дебют Гонсало на великому екрані відбувся з невеликої ролі в романтичній комедії 2002 року «Кохання з нагоди» разом з Монікою Поттер, після чого вона отримала більш помітну роль у комерційно успішному фільмі « Шалена п'ятниця» з Ліндсі Лохан та Джеймі Лі Кертіс .
Гонсало з'явилася в кількох кінофільмах у середині двохтисячних, серед яких були « Вишибайли» (2004), « Історія Попелюшки» (2004), « Різдво з невдахами» (2004) та « Любов до собак обов'язкова» (2005). На телебаченні знялася в ролі Паркер Лі у третьому та фінальному сезоні серіалу The CW « Вероніка Марс» у сезоні 2006—2007 років, а потім у комедійній драмі ABC « Ілай Стоун» (2008—2009). Виграла премію ALMA за свою роботу в «Ілай Стоун», а після його закриття отримала головну роль у науково-фантастичному серіалі «День перший» для NBC, проте проєкт не побачив світ і був закритий до прем'єри . На додаток була гостею у таких серіалах, як « Полювання на вбивць», "Касл", «Нікіта», « Болото» та "CSI: Місце злочину Маямі".
З 2012 по 2014 рік Гонсало виконувала роль Памели Ребеки Барнс Юінг у телесеріалі TNT « Даллас», продовженні однойменного телесеріалу, що виходив з 1978 по 1991 роки . Її героїня є ключовою жіночою персонажкою і дочкою давнього ворога Юінгів Кліффа Барнса (Кен Керчевал) та Ефтон Купер (Одрі Ландерс) . Серіал був закритий після трьох сезонів через спад рейтингів .

## Особисте життя
Гонсало познайомилася з Крісом Макнеллі в 2018 році на знімальному майданчику фільму «Найсолодше серце» каналу Hallmark, пара почала зустрічатися, хоча вони не афішували стосунки.
5 червня 2022 року в Instagram Гонсало було оголошено, що вона народила первістка.

## Фільмографія
| Рік       |    | Українська назва               | Оригінальна назва                     | Роль                         |
| --------- | -- | ------------------------------ | ------------------------------------- | ---------------------------- |
| 2001      | кф | —                              | The Penny Game                        | Черрі Мосс                   |
| 2002      | ф  | Кохання за нагоди              | I'm with Lucy                         | Ів                           |
| 2002—2003 | с  | —                              | Greetings from Tucson                 | Кім Модіка                   |
| 2003      | кф | —                              | Special                               | Вікі                         |
| 2003      | ф  | Шалена п'ятниця                | Freaky Friday                         | Стейсі Гінкгаус              |
| 2003      | с  | NCIS: Полювання на вбивць      | NCIS                                  | Сара Шефер                   |
| 2003      | тф | Вихід 9                        | Exit 9                                | Брук                         |
| 2004      | с  | Дрейк і Джош                   | Drake & Josh                          | Тіффані Марголіс             |
| 2004      | ф  | Вишибайли                      | DodgeBall: A True Underdog Story      | Ембер, чирлідерка            |
| 2004      | ф  | Історія Попелюшки              | A Cinderella Story                    | Шелбі Каммінгс               |
| 2004      | ф  | Різдво з невдахами             | Christmas with the Kranks             | Блер Кренк                   |
| 2005      | ф  | Любов до собак обов'язкова     | Must Love Dogs                        | Джун                         |
| 2006—2019 | с  | Вероніка Марс                  | Veronica Mars                         | Паркер Лі                    |
| 2007      | кф | —                              | Silent Night                          | Люси                         |
| 2007      | ф  | У пастці краси                 | Cherry Crush                          | Дезіре Томас                 |
| 2007      | ф  | Як злодій у злодія кийок вкрав | Ladrón que roba a ladrón              | Глорія                       |
| 2007      | кф | —                              | Saving Angelo                         | адміністраторка              |
| 2007      | тф | —                              | The News                              | Гретчен Голт                 |
| 2008—2009 | с  | Ілай Стоун                     | Eli Stone                             | Меггі Деккер                 |
| 2010      | с  | Касл                           | Castle                                | Медісон Квеллер              |
| 2010      | с  | Нікіта                         | Nikita                                | Джилл Мореллі                |
| 2010      | с  | Болото                         | The Glades                            | Кім Ніколс                   |
| 2010      | тф | Один день                      | Day One                               | Келлі                        |
| 2011      | с  | C.S.I.: Місце злочину Маямі    | CSI: Miami                            | Еббі Лексінгтон              |
| 2011      | ф  | Університетський вампір        | Vamp U                                | Кріс Келлер / Мері Ліпінськи |
| 2011      | тф | Три різдвяні казки             | 3 Holiday Tails                       | Ліза Гейнс                   |
| 2012—2014 | с  | Даллас                         | Dallas                                | Памела Ребекка Барнс         |
| 2013      | с  | —                              | Mobsters                              | Ніколь «Нікі» Депальма       |
| 2015      | тф | —                              | Ur in Analysis                        | Анджела                      |
| 2015      | ф  | Вафельна вулиця                | Waffle Street                         | Бекі Адамс                   |
| 2015      | кф | —                              | I Did Not Forget You                  | Клер                         |
| 2016      | кф | —                              | Another Time                          | Одрі Ленг                    |
| 2016      | тф | Війна гарбузових пирогів       | Pumpkin Pie Wars                      | Кейсі Макарті                |
| 2017      | ф  | Список                         | The List                              | Лара                         |
| 2017      | тф | Закохатися у Вермонт           | Falling for Vermont                   | Анджела Янг / Елізабет       |
| 2018      | с  | Люцифер                        | Lucifer                               | Джесіка Джонсон              |
| 2018      | кф | —                              | Punching Bag                          | Лайла                        |
| 2018      | тф | Солодке кохання                | The Sweetest Heart                    | Медді                        |
| 2018      | с  | Анатомія Грей                  | Grey's Anatomy                        | Тереза Бенсон                |
| 2018      | ф  | Як надресувати свого чоловіка  | How to Pick Your Second Husband First | Джулліан Джеймс              |
| 2019      | тф | —                              | Flip That Romance                     | Джулс Бріггс                 |
| 2019—2020 | с  | Супердівчина                   | Supergirl                             | Андреа Рохас / Акрата        |
| 2021      | с  | Добрий лікар                   | The Good Doctor                       | Дженна                       |
| 2022      | с  | —                              | Cut, Color, Murder                    | Алі                          |